# Liège (stanice metra v Paříži)

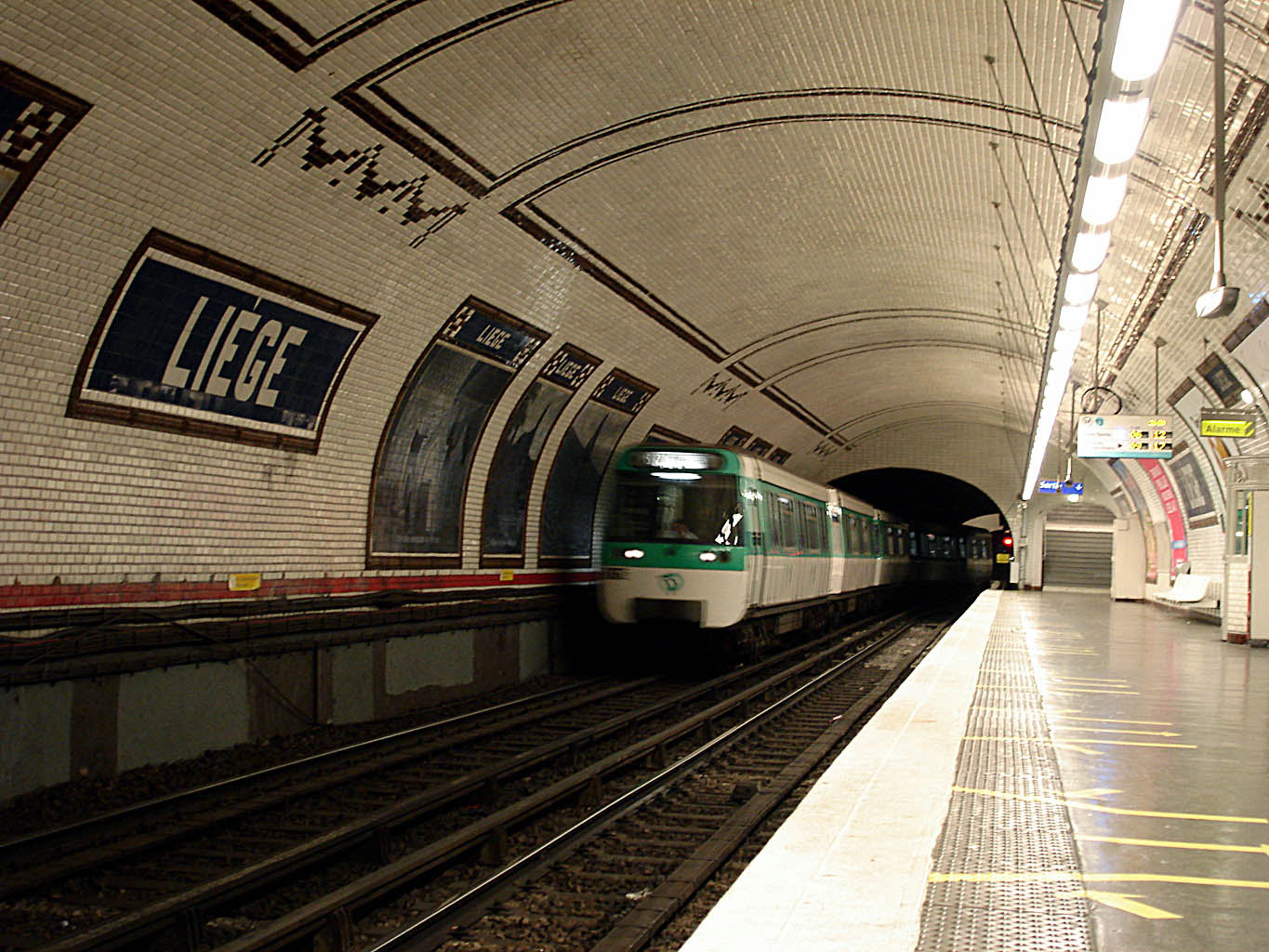
Vlak projíždějící stanicí po protilehlé koleji

Liège je nepřestupní stanice pařížského metra na lince 13 v 8. obvodu v Paříži. Nachází se severně od nádraží Saint-Lazare na křižovatce ulic Rue d'Amsterdam, pod kterou vede linka metra, Rue de Liège a Rue de Moscou.

## Historie
Stanice byla otevřena 26. února 1911 jako součást prvního úseku linky B mezi stanicemi Saint-Lazare a Porte de Saint-Ouen.
Tuto linku provozovala Société du chemin de fer électrique souterrain Nord-Sud de Paris, zkráceně nazývaná jako Compagnie Nord-Sud (Společnost Sever-Jih). Poté, co byla sloučena s konkurenční společností Compagnie du Métropolitain de Paris, obdržela linka v roce 1931 číslo 13.
Stanice musela být vzhledem k okolnostem postavena nezvyklým způsobem. Ulice Rue d'Amsterdam, pod kterou vede linka metra, je příliš úzká, takže nástupiště nemohla být vybudována obvyklým způsobem proti sobě. Byly proto zřízeny za sebou. Na jednom nástupiště jsou proto vždy dvě koleje - přední pro nástup a výstup, po zadní vlaky přejíždějí na druhé nástupiště. Nástupiště ve směru na jih (Châtillon - Montrouge) leží severně od ulice Rue de Liège, zatímco nástupiště v severním směru (Asnières a Saint-Denis) se nachází jižněji. Obdobným způsobem a ze stejných důvodů byla postavena ještě jedna stanice v Paříži - Commerce na lince 8.
2. září 1939 byla stanice, tak jako i mnohé jiné, uzavřena z důvodu vypuknutí války a následné mobilizace zaměstnanců. Stalo se tak v rámci vládního plánu na snížení služby v síti metra, kdy zůstalo v provozu pouhých 85 stanic. Stanice byly znovu po válce otevřeny, ale osm z nich zůstalo uzavřeno. Jednou z nich byla i stanice Liège z důvodu, že leží příliš blízko sousedních stanic. Stanice byla sice znovu otevřena 16. září 1968, tj. po 29 letech, avšak s omezenou dobou provozu s ohledem na předpokládaný nízký počet cestujících.

## Omezený provoz na stanici
Stanice od svého znovuotevření v roce 1968 měla časově omezený provoz. Byla ve všední dny uzavřena po 20. hodině (poslední vlak zde zastavil přibližně v 19:50) a nedělích a svátcích po celý den. Toto opatření trvalo až do roku 2006, jako v poslední stanici pařížského metra. Zatímco ve stanici Rennes na lince 12, bylo na nátlak obyvatel 6. září 2004 toto opatření zrušeno, ve stanici Liège zůstalo v platnosti. Také u této stanice rostla nespokojenost zdejších obyvatel s omezeným provozem. Byla sepsána petice a 9. března 2006 proběhla i demonstrace za účasti starostů 8. a 9. arrondissementu. Na základě rozhodnutí představenstva Syndikátu dopravy v Île-de-France (STIF) ze dne 5. dubna 2006, byla v Liège stanovena stejná provozní doba jako na zbytku sítě s platností od 4. prosince 2006.

## Výzdoba

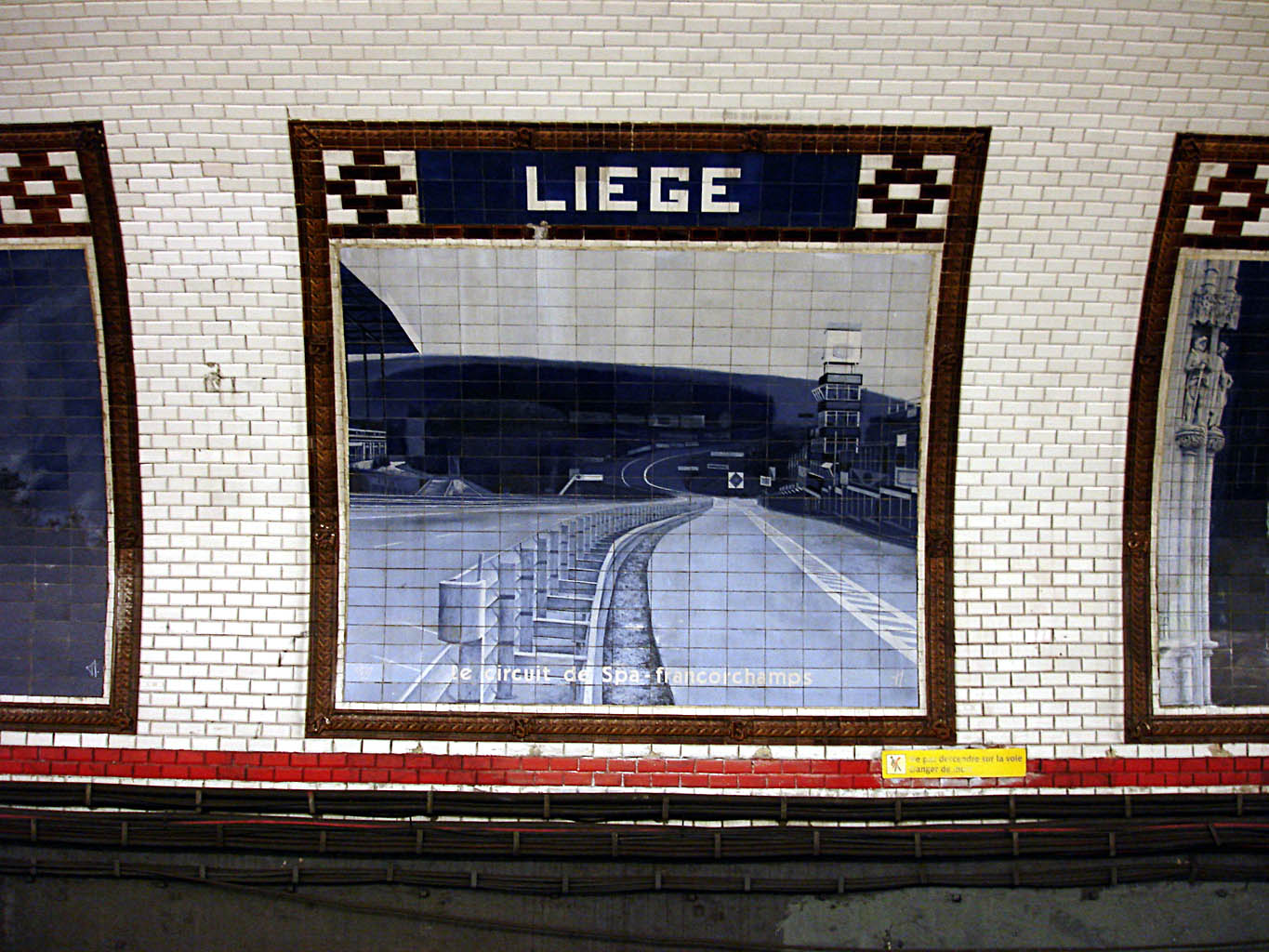
Keramická výzdoba na stanici (nástupiště ve směru Châtillon – Montrouge)

Stanice byla původně vyzdobena, jako ostatní stanice společnosti Société Nord-Sud, iniciálami «NS» na keramickém obložení a hnědých vlysech. V roce 1982 byla ve stanici v rámci kulturní výměny mezi Francií a Belgií instalována nová výzdoba. Na zdech nástupišť se objevilo 18 obrazů — devět v každém směru. Obrazy ve směru na sever jsou z barevných dlaždic, ve směru na jih jsou dvoubarevné v modrém odstínu. Dlaždice byly vyrobeny v obci Welkenraedt v provincii Lutych a obrazy připomínají krajinu a památky této provincie.

## Název
Stanice se původně jmenovala Berlín podle ulice Rue de Berlin. Po vypuknutí první světové války byly ulice i stanice 1. prosince 1914 přejmenovány podle belgického města Lutych na počest statečné obrany tohoto města při německém útoku. Ulice v okolí nádraží Saint-Lazare jsou pojmenované po mnoha evropských městech (Neapol, Petrohrad, Londýn, Řím, Dublin apod.)

## Vstupy
Stanice má jen jeden vchod na Rue de Liège u domu č. 21.